# Adina Mandlová
Adina Mandlová, född 28 januari 1910 i Mladá Boleslav, Österrike-Ungern, död 16 juni 1991 i Příbram, Tjeckoslovakien, var en tjeckisk skådespelerska, känd från bland annat Nattfjärilen (1941). Under åren 1932-1949 medverkade hon i nära 50 filmer. Sin sista roll gjorde hon i TV-serien Helgonet 1965.